# Fronveste (Herrieden)

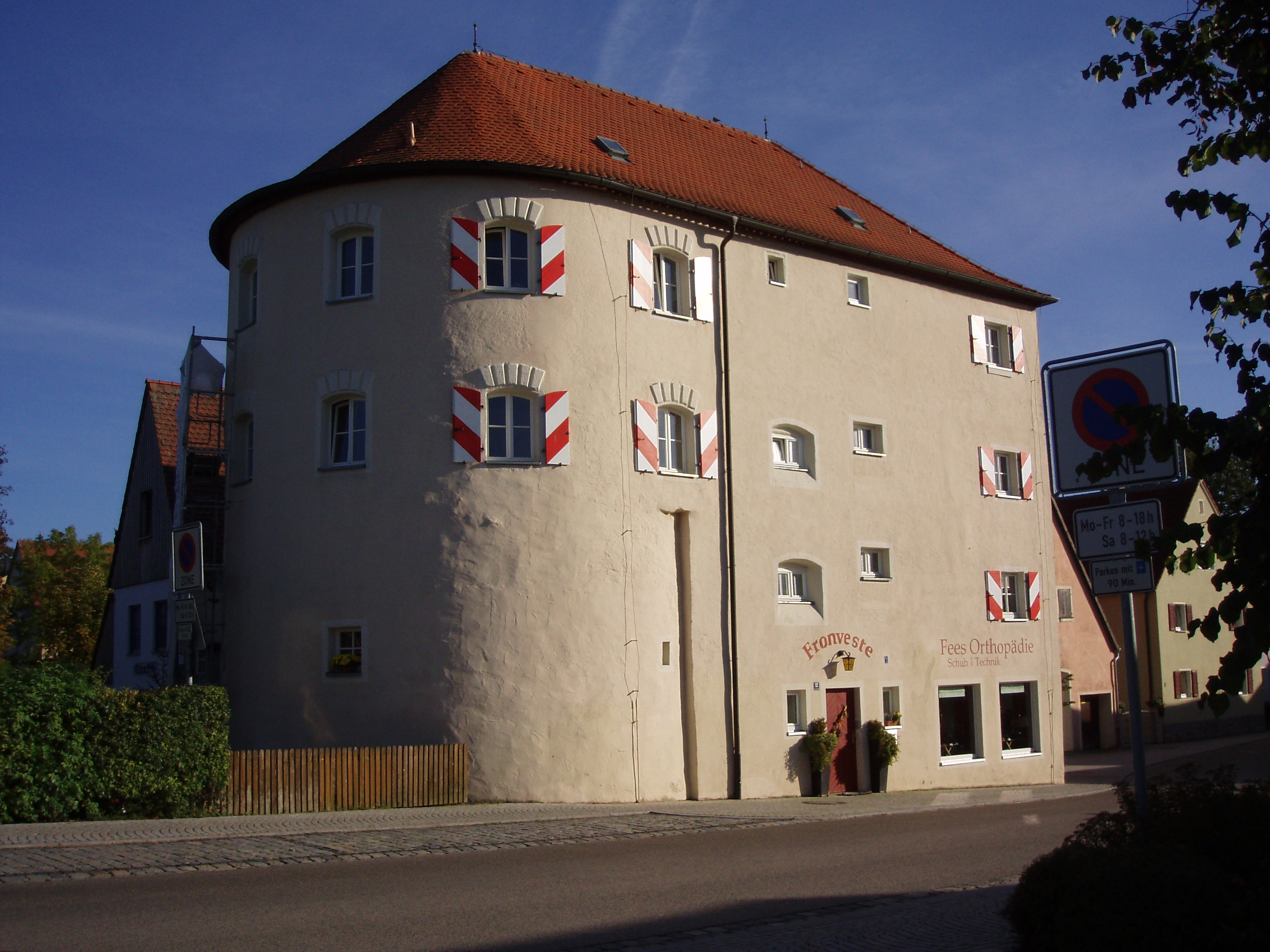
Fronveste (Fronveststraße 12) im Oktober 2006

Die Fronveste war als Turm ein Bestandteil der ehemaligen Stadtbefestigung von Herrieden im mittelfränkischen Landkreis Ansbach. Das Gebäude ist unter der Denkmalnummer D-5-71-166-13 als Baudenkmal in die Bayerische Denkmalliste eingetragen. Die Fronveste liegt an der nördlichen Stadtmauer. Die postalische Adresse lautet Fronveststraße 12.
Die Fronveste (,Veste Haus') war ursprünglich ein runder Wehrturm der Stadtmauer. Im Jahre 1492 wurde er durch Fürstbischof Wilhelm von Reichenau verstärkt; sein Wappenstein ist auf der Feldseite angebracht. Im Jahre 1747 wurde in der Barockzeit an den Wehrturm ein rechteckiger Wohnanbau angesetzt, dazu ein Stallgebäude. An der Westseite sieht man gut den Übergang, wo der ehemalige Rundturm nach innen einbiegt. Dieser wichtige Teil der Stadtbefestigung blieb bis zur Säkularisation in fürstbischöflichem Besitz. Danach diente die festungsartige Fronveste 1803–1901 als Landgerichtsgefängnis, anschließend 1901–1960 als Polizeiwache. Seit 1960 befindet sich das Gebäude in Privatbesitz. 2003 gab es einen Eigentümerwechsel; im Jahre 2004 wurde die Fronveste grundlegend saniert. Heute dient der Turm als Wohn- und Geschäftshaus.